# Robert E. Doan
Robert Eachus Doan (* 23. Juli 1831 bei Wilmington, Ohio; † 24. Februar 1919 ebenda) war ein US-amerikanischer Politiker. Zwischen 1891 und 1893 vertrat er den Bundesstaat Ohio im US-Repräsentantenhaus.

## Werdegang
Robert Doan besuchte die öffentlichen Schulen seiner Heimat und genoss anschließend eine akademische Ausbildung. Danach unterrichtete er drei Jahre lang im südlichen Ohio als Lehrer. Nach einem Jurastudium an der Cincinnati Law School und seiner 1857 erfolgten Zulassung als Rechtsanwalt begann er in Wilmington in diesem Beruf zu arbeiten. Zwischen 1859 und 1860 gab er die Zeitung Wilmington Watchman heraus. Im Jahr 1862 war er Staatsanwalt im dortigen Clinton County. Politisch schloss er sich der Republikanischen Partei an.
Bei den Kongresswahlen des Jahres 1890 wurde Doan im zehnten Wahlbezirk von Ohio in das US-Repräsentantenhaus in Washington, D.C. gewählt, wo er am 4. März 1891 die Nachfolge von William E. Haynes antrat. Da er im Jahr 1892 von seiner Partei nicht mehr zur Wiederwahl nominiert wurde, konnte er bis zum 3. März 1893 nur eine Legislaturperiode im Kongress absolvieren. Nach seiner Zeit im US-Repräsentantenhaus praktizierte Doan als Rechtsanwalt in Washington. Er starb am 24. Februar 1919 in seiner Heimatstadt Wilmington, wo er auch beigesetzt wurde.